# 克勞迪雅·屋大薇
克勞迪雅·屋大薇（拉丁語：Claudia Octavia，39年末或40年初—62年6月9日）是一位羅馬帝國皇后。她是皇帝克勞狄一世和瓦莱瑞亚·麦瑟琳娜的女儿。其母去世后，其父与她的表妹小阿格里皮娜結婚，在小阿格里皮娜的安排下，克勞迪雅·屋大薇與尼禄結婚。
不過尼禄不喜歡克勞迪雅·屋大薇。当波培娅·萨宾娜懷上了尼禄的孩子後，尼禄決定與克勞迪雅·屋大薇離婚，之後又將克勞迪雅·屋大薇處決。